# Helena Minić
Helena Minić Matanić (Pula, 8. ožujka 1979.) je hrvatska kazališna, televizijska i filmska glumica.

## Životopis
Glumila je u virovitičkom kazalištu, Dramskom studiju INK u Puli, kazalištima "Mala scena" i "Komedija" u Zagrebu. Od 2022. članica ansambla HNK Varaždin. Dobila je nagradu Hrvatskog društva dramskih umjetnika, za najbolju glumicu u predstavama za djecu i mlade 2003. godine za ulogu Katarine u predstavi Henrik V. kazališta Mala scena. Na Danima satire u Zagrebu 2006. godine,  za ulogu Donne u Kvetchu je nagrađena kao najbolja mlada glumica.

## Filmografija

### Televizijske uloge
- "Stipe u gostima" kao Kristina (2012.)
- "Bibin svijet" kao medicinska sestra (2010.)
- "Zakon ljubavi" kao Tonka Njavro (2008.)
- "Mamutica" kao Izabela (2008.)
- "Zauvijek susjedi" kao Ana (2007.)
- "Naša mala klinika" kao čuvarica (2007.)
- "Obični ljudi" kao Saša Kincl (2006. – 2007.)
- "Ljubav u zaleđu" kao Tanja (2005. – 2006.)

### Filmske uloge
- "Lea i Darija" kao gospođa u publici (2011.)
- "Jenny te voli" kao Nataša (2010.)
- "Remake" kao Alma Dizdarević (2003.)

### Sinkronizacija
- "Moj ljubimac Marmaduke" kao afganistanski hrt #1 (2010.)
- "Velika avantura malog dinosaura" kao gđa. Lee (2009.)

## Vanjske poveznice
- Helena Minić u internetskoj bazi filmova IMDb-u (engl.)